# Christian Wilhelmsson
Christian Ulf Wilhelmsson (Malmö, 8 de desembre de 1979) és un exfutbolista suec, que ocupava la posició de migcampista.

## Trajectòria
Comença la seua carrera a les files del Mjällby AIF el 1997, on passa tres temporades. L'any 2000 recala a l'Stabæk Fotball noruec, i el 2003, fitxa pel RSC Anderlecht, amb qui guanya la lliga belga 03/04 i 05/06.
L'estiu del 2006 marxa al FC Nantes Atlantique. Pocs mesos després, al gener del 2007, el club francès el cedeix a l'AS Roma pel que resta de temporada. A les postres, la Roma no va fer bona l'opció de compra sobre el jugador i el suec va tornar a Nantes, que havia perdut la categoria.
Per a la temporada 07/08 és cedit al Bolton Wanderers FC, on no acaba de reeixir. A mitja la campanya, és cedit per tercer cop, ara al Deportivo de La Coruña de la primera divisió espanyola, amb qui juga 15 partits i marca un gol.
El 2008 fitxa per l'Al-Hilal, per 9 milions d'euros on va guanyar diversos campionats domèstics. La primera meitat de la temporada 2011–12 la va passar cedit a l'Al Ahli SC. El 5 de setembre de 2012, Wilhelmsson va fitxar pel LA Galaxy. Va marcar al seu debut a la Major League Soccer nou dies després, en una victòria per 2 a 0 contra els Colorado Rapids.
El club nord-americà va optar per no renovar el jugador, que va acabar signant un contracte per un any i mig amb el Baniyas SC. Després d'un període amb el seu antic club Mjällby, Wilhelmsson es va retirar amb 35 anys. Tanmateix, l'agost de 2015 va tornar a jugar per ajudar el seu últim equip a conservar la seva plaça a la Superettan, si bé va acabar baixant.

## Selecció
Wilhelmsson ha estat internacional amb Suècia en 79 ocasions, i ha marcat 9 gols. Hi ha participat en les Eurocopes de 2004, 2008 i 2012, així com al Mundial del 2006.